# 布倫特 (加利福尼亞州)
布倫特（英語：Blunt）是位於美國加利福尼亞州蒂黑馬縣的一個人口普查指定地區。

## 地理
布倫特的座標為40°14′31″N 122°17′28″W / 40.24194°N 122.29111°W，而該地最高點為海拔高度131米（即430英尺）。

## 人口
根據2010年美國人口普查的數據，布倫特的面積為5.00平方千米，當中陸地面積為5.00平方千米，而水域面積為5.00平方千米。當地共有人口500人，而人口密度為每平方千米100人。